# شیریک
شریک (به انگلیسی: Shriek) یک شخصیت خیالی شرور بزرگ در کتاب‌های کامیک منتشر شده توسط مارول کامیکس است که اغلب به عنوان دشمن شخصیت ابرقهرمان مرد عنکبوتی به‌شمار می‌رود. این شخصیت توسط ران لیم، مارک بگلی، مایک دبیلو. بار و تام دی‌فالکو خلق شده‌است؛ که برای اولین بار در شمارهٔ ۱ از نخستین جلد مجموعه کمیک مرد عنکبوتی نامحدود (مه ۱۹۹۳) حضور پیدا کرد. این شخصیت معشوقه کلتوس کسدی و همسر وی است. او در گروه‌هایی مانند شش فاسد و مکسیموم کارنیج حضور داشته و در مدتی او میزبان سیمبیوت اسکورن بوده و می‌تواند با جیغ بلند حریف خود را مغلوب کند.او دوست کاریون است.